# Totem (objet rituel)
Pour les articles homonymes, voir totem.
 (décembre 2015).
Si vous disposez d'ouvrages ou d'articles de référence ou si vous connaissez des sites web de qualité traitant du thème abordé ici, merci de compléter l'article en donnant les références utiles à sa vérifiabilité et en les liant à la section « Notes et références ».
Un totem est un objet rituel présent dans différentes sociétés traditionnelles dans le monde, qui peut servir comme emblème d'un groupe de personnes comme une famille, un clan ou une tribu.

## Océanie

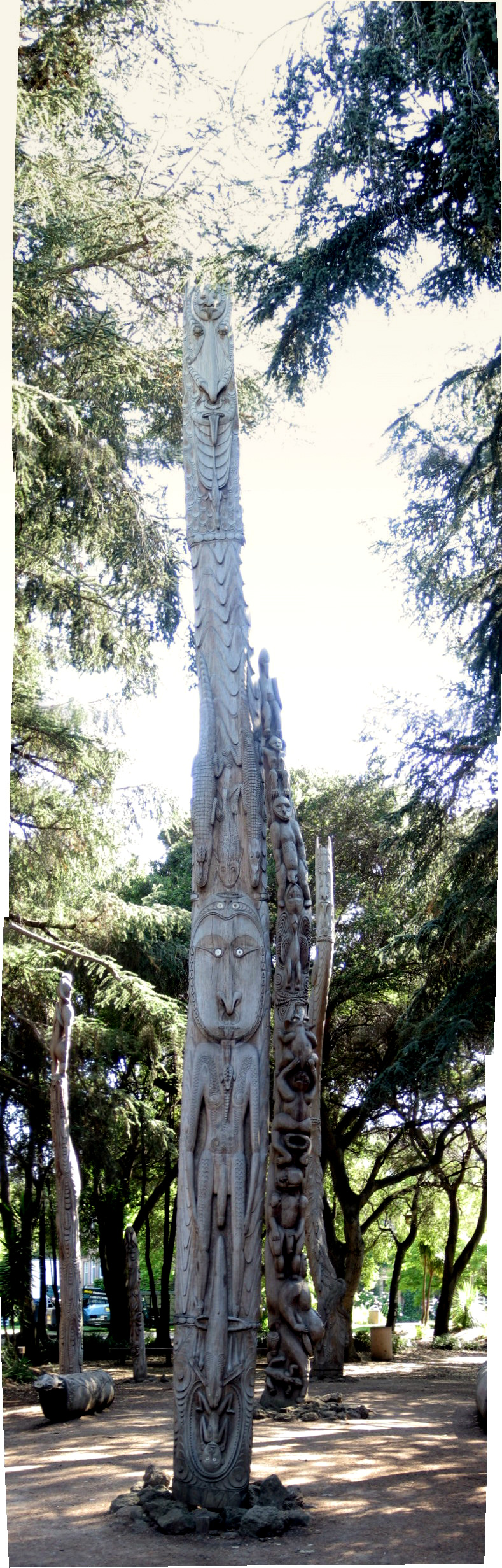
Totems de Nouvelle-Guinée.

## Asie

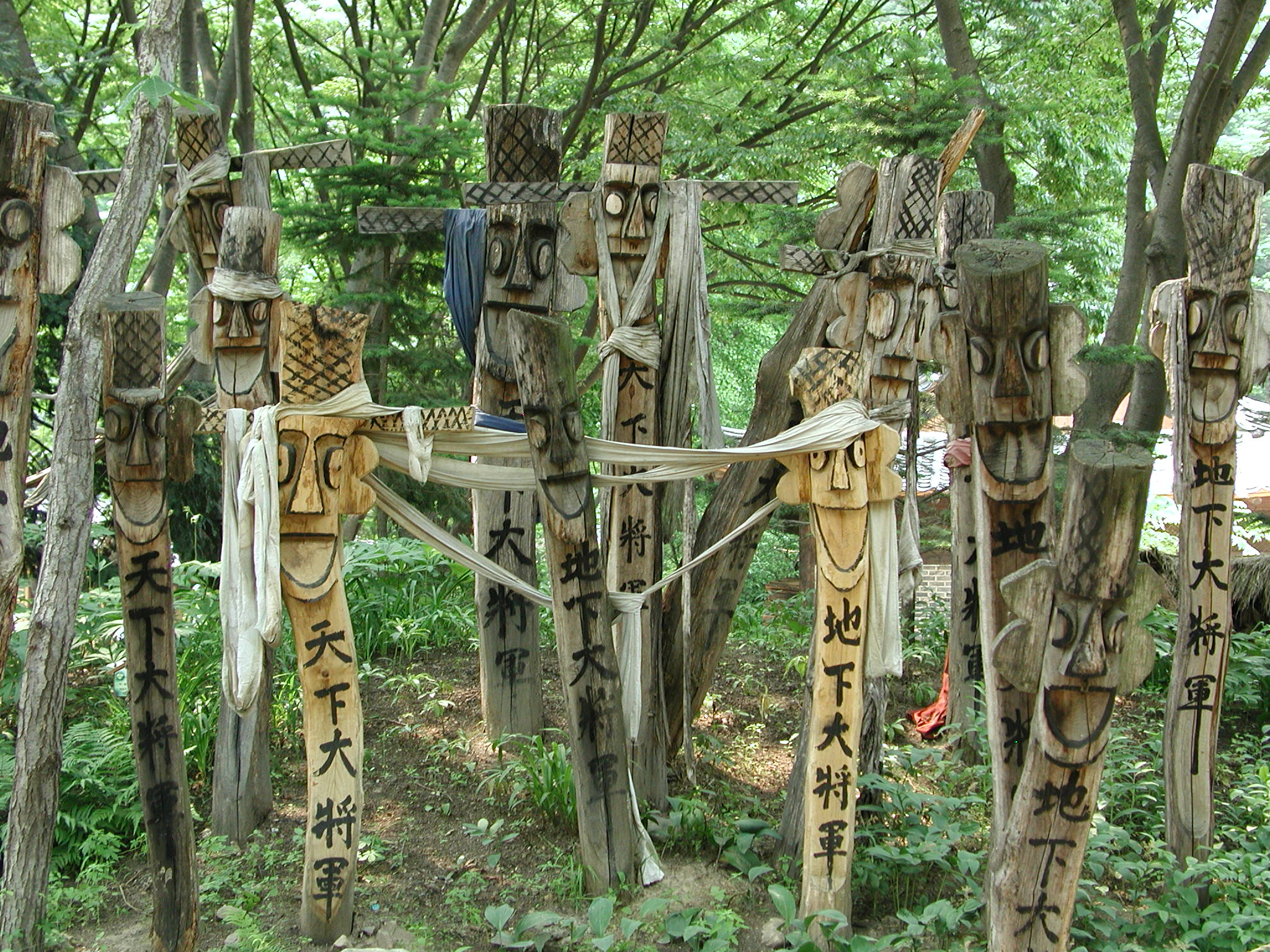
Totems traditionnels coréens (Conservatoire folklorique de Minsokchon, Yongin, Gyeonggi-do).

## Afrique
En Afrique de l'Ouest, chez les Ahali-Sakiaré de la région du Nzi-Comoé de Côte d'Ivoire, le totem est un interdit dont l'observance s'impose soit à un individu, une famille ou un clan, soit à une société entière. Le totem n'est pas toujours représenté par un objet sculpté, il est le plus souvent un interdit alimentaire (poisson, viande, certaines céréales ou tubercules etc). Certaines fois, le totem peut être objet de culte, dans ce cas un rituel d'adoration y est rattaché.